# 張萬家奴
张万家奴（？—1283年），元朝将领。拖雷宿卫、万户张札古带的儿子。
他跟随都元帅大答火鲁征战，有功。中统二年（1261年）从纽璘入朝，袭父职为河东南北路船桥随路兵马都总管万户。跟随阿脱击败攻打成都的南宋军。
至元四年（1267年），率军驻眉州、简州。多次与宋军作战，跟随也速答儿攻泸州，大败宋军。后攻重庆，围嘉定，立战功，升招讨使。南宋灭亡后，率四川、湖南军兵攻西南亦奚不薛、哈剌章。镇压云南恶昌、多兴、罗罗等少数民族的反元起义。官至副都元帅。至元二十年，随军攻打缅国蒲甘王朝，战死。其子张保童、张孝忠。